# پیام‌رسانی دیجیتال
پیام‌رسانی دیجیتال عبارت است از یک سیستم ترکیبی از سخت‌افزارها و نرم‌افزارهایی است که امکان نمایش طیف گسترده‌ای از اطلاعات را با کاربری‌های متنوع فراهم می‌کنند.
رسانه‌های دیجیتالی مثل تابلو ال‌ای‌دی، ال‌سی‌دی، ویدئو پروژکتور و نمایشگر پلاسما را می‌توان به عنوان صفحه نمایش دیجیتالی در محیطهای خصوصی و عمومی مثل فروشگاه‌های خرده فروشی، هتل‌ها، رستوران‌ها و شرکت‌ها (مثل ساختمان بورس) به کار برد.